# Stefanus III van Moldavië
Stefanus III de Grote (Roemeens: Ştefan cel Mare; Borzeşti, Bacău,  1433 - Suceava, 2 juli 1504) was tussen 1457 en 1504 woiwode van Moldavië. Hij slaagde er tijdens zijn regeerperiode in Moldavië te behoeden voor buitenlandse overheersing en verwierf met name een grote reputatie als bestrijder van het Ottomaanse Rijk. 
Stefanus kwam in 1457 aan de macht door met steun van woiwode Vlad III de Spietser van Walachije bij Doljești de legers van zijn voorganger Petru Aron te verslaan. 
In 1467 kreeg Stefanus, nadat hij de belangrijke Donauvesting Chilia op de Hongaren had veroverd, te maken met de Hongaarse koning Matthias Corvinus, wiens leger bij Baia werd teruggeslagen. 
Vanaf 1471 viel Stefanus herhaaldelijk Walachije binnen, dat destijds een vazalstaat van het Turkse rijk van sultan Mehmet II was. De Turken antwoordden met een inval in Moldavië: de confrontatie vond in 1475 plaats: de Slag bij Vaslui resulteerde in een eclatante overwinning voor Stefanus, die daarmee de veroveringen van de Ottomaanse Turken voor enige tijd tot staan bracht. Paus Sixtus IV verleende hem na deze overwinning de eretitel Athleta Christi. Nieuwe Turkse aanvallen en uitblijvende steun van de kant van de Europese mogendheden leidden ertoe dat Stefanus in 1489 een overeenkomst sloot met Mehmets opvolger Bayezid II, waarbij Moldavië zijn onafhankelijkheid behield, maar tribuutplichtig werd aan de Hoge Poort. 
In 1497 versloeg Stefanus de Polen, die gewapenderhand aanspraak maakten op Moldavië.
Hij stichtte in Moldavië een groot aantal kerken en kloosters. Van de kerk van het Bogdanaklooster, gesticht door zijn voorvader Bogdan I, maakte hij een 'pantheon' van zijn voorgangers van dynastie Bogdan-Mușat om zo deze dynastie te legitimeren. Stefanus werd na zijn dood in 1504 begraven in een van de bekendste door hem gestichte kloosters: dat van Putna. Hij had het klooster gesticht na zijn verovering van Chilia.